# PlayStation Vita
La PlayStation Vita (プレイステーション・ヴィータ, Pureisutēshon Vīta), ou PS Vita (parfois orthographié PSVita), est une console de jeux vidéo portable de huitième génération développée par Sony Computer Entertainment. Son nom de code était Next Generation Portable (NGP). La console est sortie le 17 décembre 2011 au Japon, le 23 décembre 2011 à Hong-Kong, puis le 22 février 2012 dans le reste du monde,. Elle succède à la PlayStation Portable et aux différentes déclinaisons qui en découlent. Ses concurrents principaux sont la Nintendo 3DS de Nintendo et le marché du smartphone.
La console comprend deux sticks analogiques, un écran tactile OLED capacitif multi-touch de 5 pouces (130 mm), elle est compatible Bluetooth, Wi-Fi, et 3G en option. La Vita dispose d'un microprocesseur quad-core ARM Cortex-A9 MPCore et d'une unité de traitement graphique SGX543MP. L'interface graphique LiveArea remplace le XrossMediaBar présent dans la PlayStation Portable.
Un modèle redessiné de la console, désigné « PCH-2000 », est sorti au Japon le 10 octobre 2013. Il est sorti le 7 février 2014 au Royaume-Uni, le 6 mai 2014 en Amérique du Nord, et le 13 juin 2014 en France. Ce nouveau modèle, dépourvu de la fonction 3G auparavant présente dans les premiers modèles, est 20 % plus mince, 15 % plus léger, possède une batterie proposant une heure d'autonomie supplémentaire, remplace l'écran OLED des premières versions par un écran LCD, comprend un port micro USB non propriétaire, et 1 Go de mémoire de stockage interne.
La PlayStation TV, qui permet aux joueurs de jouer à des jeux PS Vita sur un téléviseur, est sortie au Japon le 14 novembre 2013 et en France un an plus tard. Il est nécessaire de posséder une manette de PlayStation 3 ou 4 pour accéder au PlayStation TV.
Lors de sa conception, la Vita a été pensée pour associer l'expérience jeux vidéo à gros budgets, tel qu'on peut en trouver sur les consoles de salon, et celle des jeux « mobile », semblable a ceux alors en plein développement sur les smartphones et les tablettes. Cependant, dès l'année qui suit le lancement réussi de la Vita, les ventes de la console stagnent, puis diminuent, ce qui provoque le report ou l'annulation de plusieurs jeux à gros budget et menace directement la survie même de la Vita. Sony change alors de stratégie et fait des efforts pour attirer les petits développeurs indépendants occidentaux, ce qui, combiné à un fort soutien des entreprises japonaises de niveau moyen, permet de maintenir la plateforme à flot. Finalement, la console se retrouve avec une ludothèque riche en JRPG, visuals novels et jeux indépendants développés en Occident. Finalement, les ventes au Japon sont relativement faibles et en occident la Vita bénéficie d'une base d'utilisateurs plus petite mais passionnée. Bien que Sony n'ait pas publié de chiffres de vente exacts, les estimations de ventes en fin de vie se situent autour de 15 à 16 millions d'unités. Durant les dernières années de vie de la plate-forme, Sony fait la promotion de la capacité de la PlayStation Vita à fonctionner en conjonction avec ses autres produits de jeu; comme la possibilité de jouer à distance aux jeux de la PlayStation 4, à l'instar de la fonction "Off-TV Play" de la Wii U. 
La production de la PlayStation Vita et des cartouches de jeux prend fin en mars 2019.

## Historique
Un dispositif compatible avec la console est également présenté, la PlayStation Vita TV, ce dernier permet de jouer aux jeux PS Vita sur un téléviseur, mais aussi de jouer aux jeux PlayStation 4 sur une tierce télévision à laquelle le dispositif n'a pas besoin d'être raccordé. La PlayStation TV est mise en vente aux alentours de 10 000 yens le 14 novembre 2013.
Le 9 juin 2014 Sony annonce la sortie de la PlayStation Vita TV, renommée PlayStation TV en Occident. La microconsole est attendue pour le 14 octobre 2014 en Amérique du Nord, et pour le 14 novembre 2014 en Europe au prix de 99 euros seule, ou à 140 euros en bundle dans un pack comprenant la PlayStation TV, une manette DualShock 3, un câble HDMI, une carte mémoire de 8 Go et le film La Grande Aventure Lego.
Le 23 octobre 2015 Sony annonce l'arrêt du développement en interne de jeux vidéo pour la PlayStation Vita à cause de ses faibles ventes en Occident comparées à sa concurrente la Nintendo 3DS.
En septembre 2018, Sony annonce l'arrêt de la production de la PlayStation Vita pour les mois suivant, ce qui sonne donc la fin de la console dans le monde d’ici 2020. Sa production est arrêtée au Japon le 1er mars 2019 et, en octobre 2019, en réponse à des rumeurs faisant état d'une possible remplaçante à la Vita, le PDG de Sony annonce que celle-ci sera la dernière console portable de la marque et ne sera pas remplacée.

### Contexte
Durant les années 90 et au début des années 2000, la console de jeux portable Game Boy de Nintendo et les différents modèles qui lui succèdent connaissent un grand succès, ainsi qu'une concurrence faible, voire inexistante selon la période. À la même époque, Sony connait également un succès massif avec ses consoles de salon PlayStation et PlayStation 2. C'est en 2004 que Sony arrive a son tour sur le marché des consoles portables en lançant la PlayStation Portable (PSP) pour concurrencer la Nintendo DS dans le cadre de la septième génération de consoles de jeux vidéo. Après un départ lent sur le marché mondial, les ventes de la PSP sont revigorées au Japon grâce à la sortie de plusieurs jeux de la série de jeux vidéo Monster Hunter,. Mais cette série étant moins populaire dans les pays occidentaux qu'au japon, ces jeux ne suffisent pas pour relancer la console portable sur ces marchés. La PSP fini par être un résultat mitigé pour Sony. En effet, d'un côté, elle est considérée comme étant un succès dans la mesure où elle est la seule console de jeu vidéo portable qui ait jamais réussi à concurrencer de manière significative Nintendo en termes de part de marché, avec près de 80 millions d'unités vendues en tout, soit à peu près l'équivalent du nombre de Game Boy Advance vendus par Nintendo pendant la sixième génération de consoles de jeu vidéo. Mais, de l'autre côté, cela ne représente qu'un peu plus de la moitié des ventes de la DS, la concurrente directe de la PSP, dont Nintendo a écoulé plus de 150 millions d'unités à la fin de 2011.
Les rumeurs concernant le développement d'une nouvelle console portable devant succéder à la PSP apparaissent dès juillet 2009, lorsque Eurogamer rapporte que Sony travaille sur un tel projet, qui utiliserait le processeur PowerVR SGX543MP et aurait des performances similaires à celles de la première génération de Xbox,. Jusqu'à la mi-2010, les sites web spécialisés continuent de publier des articles concernant l'existence d'une future "PSP 2",,,,. Selon des rapports publiés lors du Tokyo Game Show 2010, la nouvelle console portable a été dévoilé en interne, lors d'une réunion privée, à la mi-septembre au siège de Sony Computer Entertainment à Aoyama (Tokyo). Peu de temps après, de nouvelles rumeurs font état de kits de développement pour cette nouvelle console portable qui auraient déjà été envoyés à de nombreux développeurs de jeux vidéo, que ce soit des studios internes à Sony ou des développeurs tiers, afin qu'ils puissent commencer à créer des jeux le plus tôt possible. Ces rumeurs sont confirmées peu de temps après par Shaun Himmerick, le producteur exécutif de Mortal Kombat. En novembre de la même année, Patrick Soderlund, le vice-président senior de Electronic Arts, confirme qu'il sait que le successeur de la PlayStation Portable existe, mais ne peut pas donner plus de détails. Le même mois, VG247 publie des photos d'un premier prototype montrant un écran coulissant de type PSP Go avec deux manettes analogiques, deux caméras et un microphone, tout en expliquant que des problèmes de surchauffe ont poussé SONY a s'éloigner de ce design en faveur d'un autre plus proche de celui de la PSP,,.
Tout au long de l'année 2010, Sony ne confirme pas ces rumeurs sur la console qui doit succéder à la PSP, mais fait des commentaires sur la fabrication du futur matériel. Shuhei Yoshida, alors président de Sony Computer Entertainment Worldwide Studios, révèle que son studio, bien qu'il soit généralement plus impliqué dans le domaine du software, est à l'époque impliqué activement dans le développement du hardware de la future console portable. En décembre, Kazuo Hirai, le PDG de Sony Computer Entertainment, déclare que Sony cherche à attirer un large public en utilisant de multiples méthodes d'interaction pour leur future console : boutons et manettes pour les utilisateurs de consoles de jeu portables traditionnelles, et écrans tactiles pour les utilisateurs de smartphones. Le nouvel appareil est officiellement annoncé par Sony le 27 janvier 2011,  lors de la conférence de presse PlayStation Meeting organisée par la société au Japon. La nouvelle console, dont la sortie est annoncée pour la fin de l'année 2011, alors connue uniquement sous son nom de code NGP (Next Gen Portable), est annoncé comme étant un appareil de jeu portable qui cherche a atteindre le niveau de qualité visuelle d'une PlayStation 3. Ce point a été précisé par la suite, SONY expliquant qu'il ne faut pas le prendre au pied de la lettre car, selon David Coombes, le responsable de la recherche sur les plateformes chez Sony Computer Entertainment America, « elle ne fonctionnera pas à 2 GHz [comme la PS3] car la batterie durerait cinq minutes et elle mettrait probablement le feu à votre pantalon ». Par la suite, sa puissance est décrite par les ingénieurs de Sony comme étant à mi-chemin entre la PSP et la PS3. Comme les rumeurs l'avaient laissé entendre, la nouvelle console est conçue pour présenter "le meilleur des deux mondes" entre les jeux mobiles et les jeux des consoles portables traditionnelles, en incluant un écran tactile OLED de 5 pouces, un pavé tactile arrière couplé à des boutons physiques et deux manettes analogiques. Sony révèle également  que l'appareil supportera aussi bien la vente physique au détail que la distribution numérique pour ses jeux. D'autres détails sont annoncés lors de la Game Developers Conference 2011, notamment que Sony abandonnerait le format UMD des jeux de la PSP au profit de petites cartouches de jeux de 2 ou de 4 Go, et que la console serait dotée de deux caméras et de capacités de détection faciale, de détection des mouvements de la tête et de suivi des mouvements.

### Lancement et premières années
La catastrophe naturelle du 11 mars 2011 et toutes ses conséquences humaines et industrielles ont remis en cause le calendrier des sorties de nombreux jeux et composants électroniques fabriqués au Japon.  Le 5 avril, Jack Tretton, président de Sony Computer Entertainment of America doute de la sortie mondiale NGP pour 2011 et affirme que la console ne sera disponible pour la fin de l'année qu'au Japon,, puis en février 2012 dans les autres grandes régions du monde,,. Le 6 juin 2011, à l'E3 2011, Sony présente pour la première fois une version jouable de la NGP à des journalistes de la presse spécialisée du monde entier, contre la promesse de ne pas diffuser d'images. et Kazuo Hirai, le PDG de Sony Computer Entertainment, annonce que le nom officiel de la nouvelle console portable est PlayStation Vita, "Vita" étant le mot latin pour "Vie",.  Par la suite, la date de sortie de la nouvelle console est fixée au 17 décembre 2011 au Japon et au 22 février 2012 en Amérique et en Europe. Cependant, une édition limitée sort le 15 février 2012 en Amérique du Nord, soit une semaine avant la date officielle, qui comprenant le modèle 3G/WiFi de l'appareil, le jeu Little Deviants, un étui de transport en édition limitée et une carte mémoire de 4 Go. Mais le premier pays occidental ou sort la PlayStation Vita est la France, ou elle est disponible dès le 17 décembre 2011, soit le même jour qu'au Japon. Le jour de la sortie de la Vita au Japon, 26 titres sont disponibles, et Sony annonce qu'il y a plus de 100 titres en développement avant la sortie globale du système. En occident, ce sont 25 titres qui sont disponibles lors du lancement de la Vita, dont des titres originaux comme Uncharted : Golden Abyss et Wipeout 2048, et des portages de jeux tels que FIFA 12 et Rayman Origins.
Si les ventes de la Vita sont excellentes pour son lancement, très vite les chiffres stagnent et restent très en dessous des prévisions de Sony. Au Japon, plus de 300 000 PS Vita sont vendues dès la première semaine, mais les chiffres chutent de 78%, avec moins de 73 000 unités vendues dès la deuxième semaine, puis une moyenne d'environ 12 000 unités vendues par semaine, les semaines suivantes,. De même, aux États-Unis, il s'écoule 200 000 Vita le premier mois, avant de retomber a environ 50 000 par mois. Au 26 février 2012, 1,2 million de PS Vita ont été vendues dans le monde, après son lancement dans la plupart des régions. La PS Vita continue de bénéficier de la sortie de jeux très médiatisés au cours de l'année 2012, notamment Gravity Rush, LittleBigPlanet PS Vita, Sonic & All-Stars Racing Transformed, Persona 4 Golden, Assassin's Creed III: Liberation, et Call of Duty: Black Ops - Declassified. Malgré cela, les ventes stagnent, puis diminuent, Sony ne réussissant à vendre que 4 millions de Vita dans le monde au cours de ses 10 premiers mois de commercialisation, et les analystes estiment qu'elle ne s'est vendu qu'à 6 millions d'unités après deux ans de mise sur le marché. Après 2012, Sony cesse de publier les chiffres de vente de la PS Vita, préférant publier les chiffres de vente combinés Vita̟ et PSP. Finalement, la Vita ne rencontre pas le succès espéré : alors que Sony prévoyait de vendre 16 millions de PS Vita et PSP combinés, la société a dû réduire ses prévisions à deux reprises au cours de la même année, pour fixer comme objectif 12 puis 10 millions d'unités vendues.
Comme la présence de licences fortes ne suffit pas à augmenter les ventes de la Vita en 2012, de grandes sociétés tierces comme Ubisoft et Activision commencent à diminuer leur soutien à la console, voire à stopper tout développement sur ce support, surtout en Occident. De plus, alors que la série Monster Hunter avait permis de considérablement augmenter les ventes de la PSP, son absence sur la Vita a plutôt nui à la nouvelle portable de Sony. En effet, Capcom, le développeur de la série, décide de sortir Monster Hunter Tri et les futurs jeux Monster Hunter exclusivement sur la Nintendo 3DS, où ils se vendent à des millions d'exemplaires, au bénéfice du principal concurrent de Sony,. Le soutien des éditeurs tiers diminuant, Shahid Ahmad, le directeur du contenu stratégique de Sony, part sur une nouvelle approche concernant les jeux à sortir sur PS Vita, en s'adressant directement aux petits développeurs indépendants qui sortent habituellement des jeux pour les plateformes mobiles et PC, et en leur proposant des accommodements. Sans inverser complètement la tendance concernant les chiffres de ventes de la Vita, la baisse des coûts de production ou de portage des jeux à petit budget permet aux développeurs de faire plus facilement des bénéfices malgré la base d'utilisateurs plus restreinte de la Vita, ce qui augmente l’intérêt que portent les consommateurs a la console, maintenant la Vita à flot. Fez, Spelunky, Hotline Miami, et OlliOlli ont tous connu le succès avec des sorties sur Vita. Ahmad maintient également l'intérêt pour la console en interagissant directement avec les consommateurs sur les médias sociaux. C'est ainsi que le jeu Tales of Hearts R est traduit en anglais uniquement parce qu'il est numéro un dans une enquête sur les jeux que les consommateurs espèrent voir sur la plateforme. Jusqu'en 2013, Sony continue de soutenir la Vita avec des jeux développés par les studios internes, bien que de manière moins intense qu'au début, avec des titres tels que Killzone : Mercenary et Tearaway, ainsi qu'une poignée de portages de jeux développés en Occident, comme  FIFA 13 et Rayman Legends.
Si l'accent mis sur les jeux indépendants permet de maintenir la PS Vita à flot en Occident, au Japon, de telles mesures ne sont pas nécessaires, car elle continue de se vendre, de manière modérée, mais stable. Bien qu'elle soit toujours devancée par sa principale concurrente, la Nintendo 3DS, la Vita réussi tout de même à faire partie des consoles portables qui se vendent le mieux, en partie grâce à la préférence du Japon pour les jeux portables. Le soutien important des développeurs japonais contribue également au succès de la Vita, avec des sociétés telles que Bandai Namco, Falcom, Koei Tecmo, 5pb, Compile Heart, Spike Chunsoft, et Atlus qui sortent de nombreux jeux dans le genre JRPG et visual novels , ce qui permet de maintenir un flux constant de sorties de niveau intermédiaire sur la console. De plus, les grands jeux tels que Final Fantasy X/X-2 HD Remaster se sont bien vendus, quasiment au même niveau que leurs homologues sur console de salon. Le soutien plus important des développeurs japonais a également contribué à maintenir en vie la console en Occident, avec de nombreux jeux des séries Atelier, Ys, Danganronpa, Persona et The Legend of Heroes bénéficiant d'une traduction en anglais sur la Vita, ou rendus jouables grâce à la rétrocompatibilité de la console avec les jeux PSP sorti au format numérique.
Mais malgré le succès mineur de la Vita, qui lui permet de survivre, des problèmes continuent de se poser, notamment le prix élevé de la console par rapport à sa principale concurrente, la Nintendo 3DS, et à sa "grande sœur", la PS3, le prix élevé des cartes mémoires utilisées pour les jeux et le stockage de données,, ainsi que la popularité croissante des smartphones et des tablettes,. En août 2013, Sony s'attaque aux deux premiers problèmes, en annonçant lors de la Gamescom une baisse du prix de la console à 199 dollars en Amérique du Nord et à 199 euros en Europe, et en réduisant également le prix de vente conseillé des cartes mémoire. Cette baisse des prix coïncide avec la sortie d'un nouveau modèle, la "PS Vita 2000", dont Sony annonce la sortie quelques jours avant le Tokyo Game Show. Cette refonte permet de réduire la taille de la console de 20% et son poids de 15%, tout en ajoutant 1 Go de stockage interne et une heure d'autonomie supplémentaire. Cependant, ce modèle ne dispose plus d'un écran OLED mais d'un écran LCD, moins cher, et d'une prise micro-USB non propriétaire. Cette nouvelle version est proposée en 6 coloris (blanc, bleu, vert, rose, gris et noir) dès le 10 octobre 2013 pour un prix de 18980 yens,.

### Changement d'orientation
Vers la fin de 2013, à l'occasion du lancement de la PlayStation 4, qui doit succéder à la PlayStation 3, Sony commence à communiquer sur le changement d'orientation de la Vita. M. Yoshida déclare que Sony produira moins de jeux provenant des studios internes et spécifiquement prévus pour la Vita. Don Mesa, le directeur de la branche "Product Planning & Platform Software Innovation" de Sony Computer Entertainment, déclare que « (le modèle) économique (de la PS VIta) ne fonctionne tout simplement pas avec le processus traditionnel ». Sony aborde la question du « (modèle) économique du développement des jeux Vita » en commençant par mettre en avant le fait que presque tous les jeux PlayStation 4 peuvent être diffusés en streaming et joués sur une PS Vita grâce à la fonction "Remote Play". Sony tente de lier l'appareil à la PS4 en raison de son extrême popularité. En effet, il n'a fallu que quelques semaines pour que les ventes de la PS4 dépassent celles réalisées par la Vita en près de deux ans. En juillet 2014, M. Yoshida déclare que Sony vas moins se concentrer sur la Vita en tant que console de jeu vidéo portable que sur la combinaison de ses diverses utilisations, précisant qu'« il ne s'agit plus de jeux Vita individuels (comprendre "dédié uniquement à la PS Vita"). Il s'agit plutôt de savoir comment la Vita peut avoir des utilisations multiples - avec le Remote Play de la PS4, les jeux PS3 avec PS Now, et les jeux dédiés. Un écosystème centré sur la PS4 et dont la Vita fait partie ». Sony annonce ensuite que la Vita sera également doté d'une intégration PlayStation VR, comme second écran. Les essais de la bêta ouverte de la fonctionnalité PlayStation Now sur la PS Vita commencent le 14 octobre 2014 en Amérique du Nord. La PlayStation TV, lancée fin 2013 et en 2014, vise également à élargir la base d'utilisateurs du système en permettant de jouer aux jeux Vita sur un téléviseur comme une console de salon. La PS TV est abandonnée en Occident à la fin de 2015, et ne connait pas non plus le succès au Japon, un marché très axé sur les ordinateurs et consoles portables. En novembre 2014, le président de la branche américaine de SCE, Shawn Layden, pense que la nouvelle approche fonctionne au niveau du matériel et déclare que les ventes de Vita ont augmenté depuis la mise en place du PS4 Remote Play, bien que ni lui, ni un autre représentant de Sony, ne donnent des chiffres précis. Sony continue à produire des jeux pour la Vita, bien qu'en moins grand nombre que par le passé. Le dernier grand titre développé par Sony, Freedom Wars, rencontre un certain succès et se vend à plus de 188 000 exemplaires dès la première semaine, lors de sa sortie au Japon. Il s'agit du meilleur démarrage pour un jeu Sony dédié PS Vita et du deuxième plus important de la console tout éditeur confondu, le plus important étant God Eater 2 de Namco Bandai, sorti en 2013.
En septembre 2015, Yoshida déclare que Sony ne prévoit pas de lancer une nouvelle console portable pour succéder à la Vita, affirmant que "le climat n'est pas sain pour l'instant en raison de l'énorme domination des jeux sur mobile". Lors de l'E3 2015, il déclare que Sony ne sortira plus de jeux AAA à gros budget pour la Vita. En octobre, Sony revient sur cette déclaration pour préciser que la société ne sortira plus aucun jeu pour la Vita. Parmi les raisons invoquées pour justifier cet arrêt, Sony indique se concentrer sur le soutien de la PS4, et estimer que les développeurs tiers japonais et les développeurs indépendants occidentaux soutiennent suffisamment la console,. En mars 2016, Sony annoncé la création d'une nouvelle société, "Forward Works", et se concentrer sur la mise à disposition de jeux PlayStation sur des plateformes mobiles comme iOS et Android,.
Malgré l'accent mis par Sony sur la PS4 et les jeux mobile, la Vita continue de recevoir un soutien substantiel de la part de sociétés tierces dans le domaine des jeux de rôle japonais, des visual novels et des jeux vidéo indépendants occidentaux, ce jusqu'en 2017,. Minecraft, en particulier, est un succès sur Vita, avec plus de 1,2 million de copies physiques vendues rien qu'au Japon, en septembre 2017. Les ventes de la Vita sont considérées comme étant assez bonnes au Japon, et elle reste un élément crucial de la stratégie globale de Sony dans la région. De plus, Sony reconnait qu'elle a encore une base d'utilisateurs très actifs et passionnés en Occident, et continue à encourager les sociétés tierces à créer des jeux pour la Vita. Lors de la Game Developers Conference  de 2016, le cabinet d'analystes EEDAR estime les ventes de la Vita à environ 10 millions d'unités vendues fin 2015. Les sorties de jeux en versions multiplateformes PS Vita/PS4 contribuent également assurer un flux régulier de nouveautés pour la Vita, même en Occident, ce jusqu'en 2016 et 2017 : les jeux reçoivent une version Vita plus attrayante pour les utilisateurs japonais et une version PS4 plus attrayante pour les utilisateurs occidentaux,. En mars 2017, Nintendo lance la Switch, la première console hybride de l'histoire, pouvant aussi bien faire office de console de salon que de console portable. La Vita se retrouve donc face à une concurrente multipliant les jeux vidéo à gros budget sur un format portable, ce qui l'éclipse un peu plus. Malgré cela, des jeux indépendants et des JRPG continuent de sortir sur la portable de Sony durant toute l'année 2017. Mi-2017, Glixel estime qu'il y a environ 15 millions d'utilisateurs de Vita dans le monde.
Le 20 septembre 2018, Sony annonce lors du Tokyo Game Show 2018 l'arrêt de la production de la Vita en 2019,. Pour ce qui est des cartouches de jeu, leur production cesse à la fin de l'année fiscale 2018 de Sony, soit le 31 mars 2019. Au moment de l'annonce, le site USgamer estime qu'il y a environ 16 millions d'utilisateurs de Vita dans le monde. La production de PS Vita prend officiellement fin le 1er mars 2019.
En octobre 2020, pour accompagner le lancement de la PS5, Sony procède à une refonte complète du PSN, qui rend impossible l'achat de jeux et extensions de jeux PS Vita au format dématérialisé depuis le site web de Sony, l’application mobile dédiée, le PS Store (magasin virtuel) de la PS4 et celui de la PS5. Seuls restent possible achat et téléchargement via les PS Store de la PS Vita et de la PS3.
Le 30 mars 2021, Sony annonce officiellement que les PS Store de la PS3, PS Vita et PSP vont fermer à partir du 2 juillet 2021 et indique « vouloir se concentrer sur ses consoles plus récentes pour offrir un meilleur service à ses utilisateurs ». Passé cette date, les joueurs pourront toujours télécharger les jeux et extensions déjà achetés et récupérer l'argent resté dans leur portefeuille virtuel. Cette décision a un fort impact sur la ludothèque de ces trois consoles, car en tout ce sont plus de 2000 jeux qui deviendront indisponibles, dont 120 exclusivités qui seront perdues a jamais. Finalement, Sony revient sur sa décision et annonce le 20 avril de la même année que les PS Store de la PS3 et de la Vita resteront ouverts, la fermeture de celui de la PSP étant confirmé.

## Versions
Le modèle Wi-Fi est commercialisé à 249 € (249,99 $), et le modèle Wi-Fi + 3G est commercialisé à 299 € (299,99 $), plus un abonnement à la 3G.
Le 9 septembre 2013, à quelques jours du Tokyo Game Show 2013, Sony dévoile une toute nouvelle mouture de sa nouvelle console portable ainsi que la PlayStation TV. Les deux appareils sont disponibles au Japon depuis le 14 novembre 2013. Ce nouveau modèle de PlayStation Vita est disponible depuis le printemps 2014 en Amérique du Nord, et depuis le 13 juin 2014 en France. Ce nouveau modèle est critiqué lors de sa sortie, un écran LCD remplace l'écran OLED des premiers modèles, une technologie plus avancée et plus chère. La PlayStation Vita TV, renommée PlayStation TV en Occident, sort le 14 novembre 2014.

## Caractéristiques

Schéma de la console modèle Wi-Fi (série PCH-1000) en anglais

Sony affirme déjà que la PS Vita sera vendue à perte, au moins au début de sa commercialisation. Elle ne sera pas zonée, l'import sera donc possible. 
À l'image de la PSP Go, la PS Vita ne comporte pas de lecteur UMD mais supporte un nouveau support de stockage nommé NVG Card. Celui-ci peut contenir des jeux ou films (comme les UMD).

### Architecture

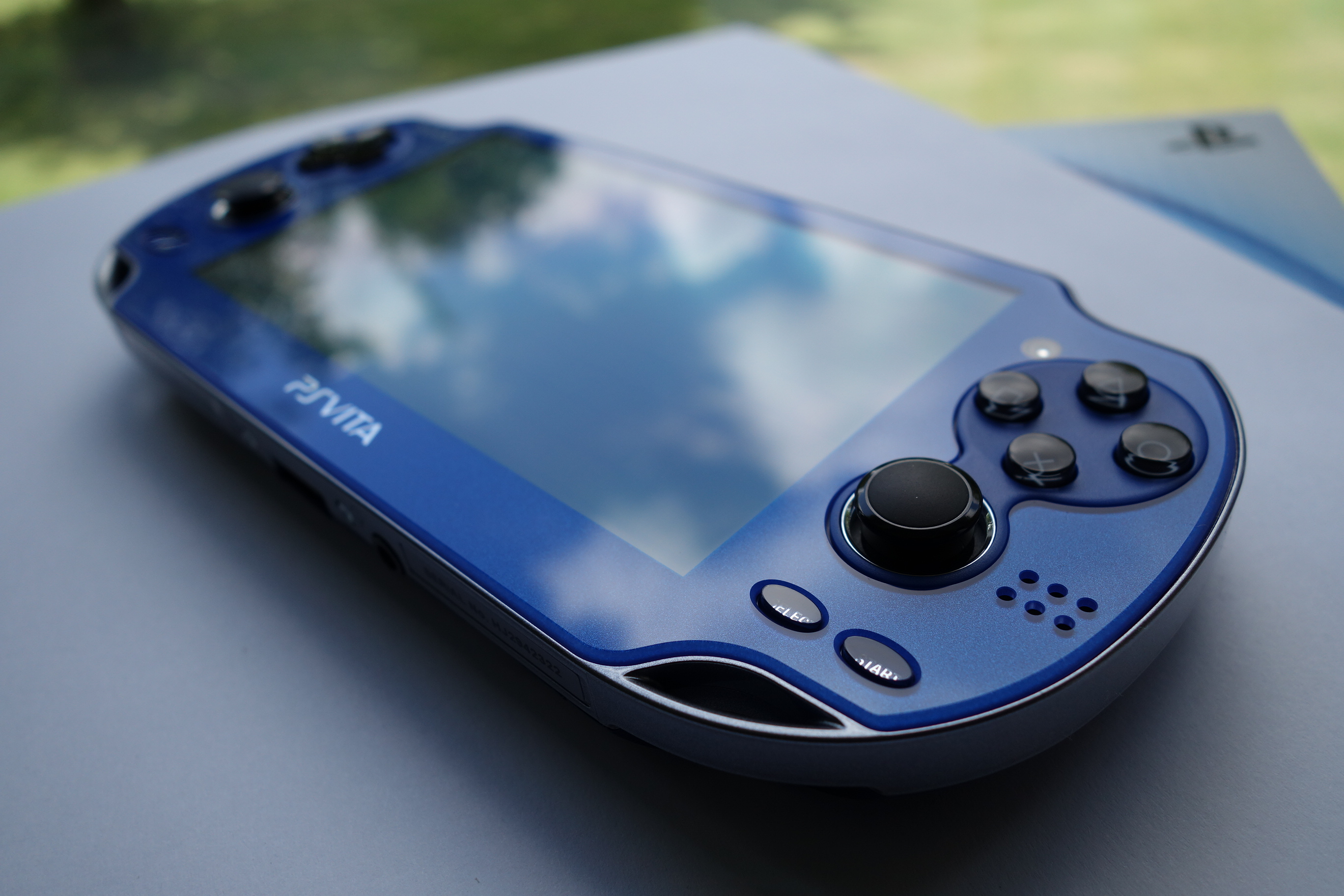
La version Sapphire Blue, uniquement disponible au Japon.

La PS Vita utilise une architecture très peu courante. La puce principale est de type SiP (System in Package) en plus de la partie SoC (System on Chip) qui regroupe le CPU et GPU. Le package de la puce principale regroupe donc la mémoire vidéo (la mémoire centrale étant dans une puce à part sur la carte mère), le CPU et le GPU. La puce principale est composée de cinq dies. Trois composant la puce, et deux servant d'entretoise. La conception de cette puce utilise la technologie du via traversant servant à interconnecter les dies via une connexion électrique verticale. Le TSV est utilisé pour créer des puces dites « 3D », cependant, la puce de la PS Vita utilise un dérivé de cette technologie (les connexions ne sont pas verticales mais en périphérie des dies) et donc, ne peut être considérée comme une puce 3D.

#### Processeur Central
Le processeur central de la PS Vita est un processeur de type ARM Cortex-A9 MPCore. Il a été conçu en commun avec Sony, Toshiba et IBM, mais il est fabriqué par Toshiba. Ce CPU porte le nom de « Sony CXD5315GG ». Il est gravé en 40 nm et possède quatre cœurs. Le processeur est cadencé à 2.0 GHz. 
Ce processeur a été pensé pour avoir le meilleur rendement possible compte tenu des différentes contraintes qu'impose une console portable (enveloppe thermique, consommation…).

#### Processeur graphique
Le processeur graphique, un PowerVR SGX543MP4+, a été conçu par Imagination Technologies. Il embarque 4 cœurs cadencés à 400 MHz (spécification fournie par Imagination Technologies). Ce SGX543MP4+ est d'une grande flexibilité, il embarque bon nombre d'APIs standard comme :
- OpenGL ES 2.0
- OpenGL 2.0 et 3.0 (version Desktop)
- DirectX 9.0 et 10.1
- OpenCL
- OpenVG
- OpenWF

Ce processeur graphique possède une architecture de type Superscalaire permettant de calculer plusieurs instructions en même temps. Pour cela, il dispose de 4 cœurs, eux-mêmes disposant de plusieurs unités de calcul.

#### Mémoire
La PS Vita possède 512 Mo de mémoire vive principale et 128 Mio de mémoire assignée au SGX543MP4+. La mémoire principale est fournie par Samsung. La spécificité de cette mémoire est d'être répartie de manière non conventionnelle. Il s'agit de trois modules mémoire. L'un est un module de 256 Mio de type DDR2-S4 SDRAM, quant aux deux autres, ce sont des modules de 128 Mio de type DDR2 SDRAM.

#### Carte PlayStation Vita

Représentation d'une carte PlayStation Vita (à gauche) et d'une carte mémoire (à droite).

La carte PlayStation Vita (anciennement Next Video Gaming Card pour carte vidéo-ludique nouvelle génération) est un support de stockage mis au point par la firme d’électronique Sony destiné à sa console de jeu portable PlayStation Vita. Elle a pour fonction le support physique des jeux commercialisés, succédant à l’Universal Media Disc utilisé pour les consoles PlayStation Portable du même fabricant. C’est également sur cette carte que sont stockées les sauvegardes du jeu ainsi que divers ajouts comme les mises à jour ou des contenus supplémentaires téléchargeables. Elle n’est toutefois pas prévue au stockage de médias ou de jeux téléchargés, fonction assurée par une carte mémoire propriétaire. D’une taille et d’une forme comparable aux cartes SD, la carte PS Vita, fondée sur la technologie flash, est déclinée en format de 2 ou 4 Go selon les besoins du jeu, 5 à 10 % de l’espace inscriptible étant réservé pour les sauvegardes et ajouts divers.

### Carte mémoire
La console est incompatible avec les cartes mémoire standards, telles que les cartes SD. Seules le sont les cartes mémoire au format propriétaire de Sony, disponibles aux formats 4, 8, 16, 32 et 64 gigaoctets (cette dernière annoncée au cours d'une conférence pré-Tokyo Game Show 2013). Un maximum de 500 applications et jeux peuvent être stockés simultanément sur une PS Vita, indépendamment de la capacité de stockage de données disponible. Lorsque cette limite est atteinte, des applications ou des jeux doivent être déplacés ou supprimés, afin de pouvoir accéder à ceux qui sont au-delà de la limite.

### Émulation
La PS Vita est rétrocompatible avec la plupart des jeux PSP ; toutefois, l'absence de lecteur UMD limite cette capacité aux titres mis en ligne sur le PlayStation Network via le PlayStation Store, en excluant les jeux et films PSP au format physique. Elle est également rétrocompatible avec la majorité des jeux PS one Classics, soit une sélection de jeux PlayStation 1 que Sony a mis à disposition au format numérique, et les PlayStation Minis, des titres téléchargeables à petit budget créés à l'origine pour la PSP et la PS3. Les jeux du service PlayStation Mobile de Sony étaient également compatibles PS Vita, mais ils ont été supprimés lorsque de la fermeture de ce service en septembre 2015. Au Japon, certains titres téléchargeables PC Engine et PocketStation sont également rétrocompatibles.
Pour assurer cette  rétrocompatible, la PS Vita utilise pour cela un émulateur qui comprend une partie du système de la PSP ainsi que son noyau (kernel). 
En 2015, des hackers ont mis en évidence une partie du fonctionnement de l'émulateur. Ils ont pu accéder au kernel PSP et y trouver les fréquences de fonctionnement du CPU virtuel (222, 333 ou 444 MHz). La plupart des portages PSP sur PS Vita utilisent le mode 444 MHz, c'est pour cette raison que bon nombre de jeux PSP fonctionnent de manière plus fluide sur PS Vita. 
Cette découverte des hackers est à l'origine de rumeurs indiquant que la PS Vita verrait son CPU ARM Cortex A9 cadencé à 333 ou 444 MHz. Il s'agit d'une limitation de l'émulateur PSP et n'influence pas sur le fonctionnement normal du SoC. Cette rumeur est ensuite confirmée à la suite du premier hack majeur de la console, Rejuvenate. Sorti en 2016, le hack HENkaku fait émerger sur la console des plugins non officiels au format « suprx », dont le plugin Amphetamin qui permet un overclock de 444 MHz,.

### Remote Play
Tous les jeux développés pour la PlayStation 4, à l'exception de ceux nécessitant l'utilisation de périphériques spéciaux comme la PlayStation Camera, sont jouables sur la Vita grâce au Remote Play,. Concrétement, en connectant une Vita a une PS4, on peut jouer a un jeu PS4 sur la Vita cette derniére étant utilisée comme une manette, l'image et le son étant transmis à l'écran et aux haut-parleurs de la Vita plutôt qu'à un téléviseur. Le résultat final est similaire à ce que l'on obtient avec une console Wii U avec sa manette GamePad grâce à la fonction Off-TV Play.
Techniquement, on peut également utiliser la fonctionnalité Remote Play de la Vita avec la PlayStation 3,  mais très peu de jeux de cette console la prennent en charge, en raison des limitations techniques de la PS3, bien moins puissante que la PS4. Pendant un temps, on pouvait jouer a davantage de jeux PS3 en streaming sur la Vita via le service de cloud gaming PlayStation Now de Sony, car ce systéme utilise le cloud computing et non des consoles PS3 physique. Mis en œuvre pour la première fois en 2014, ce service est abandonné sur la Vita le 15 août 2017.

### PS Vita Slim

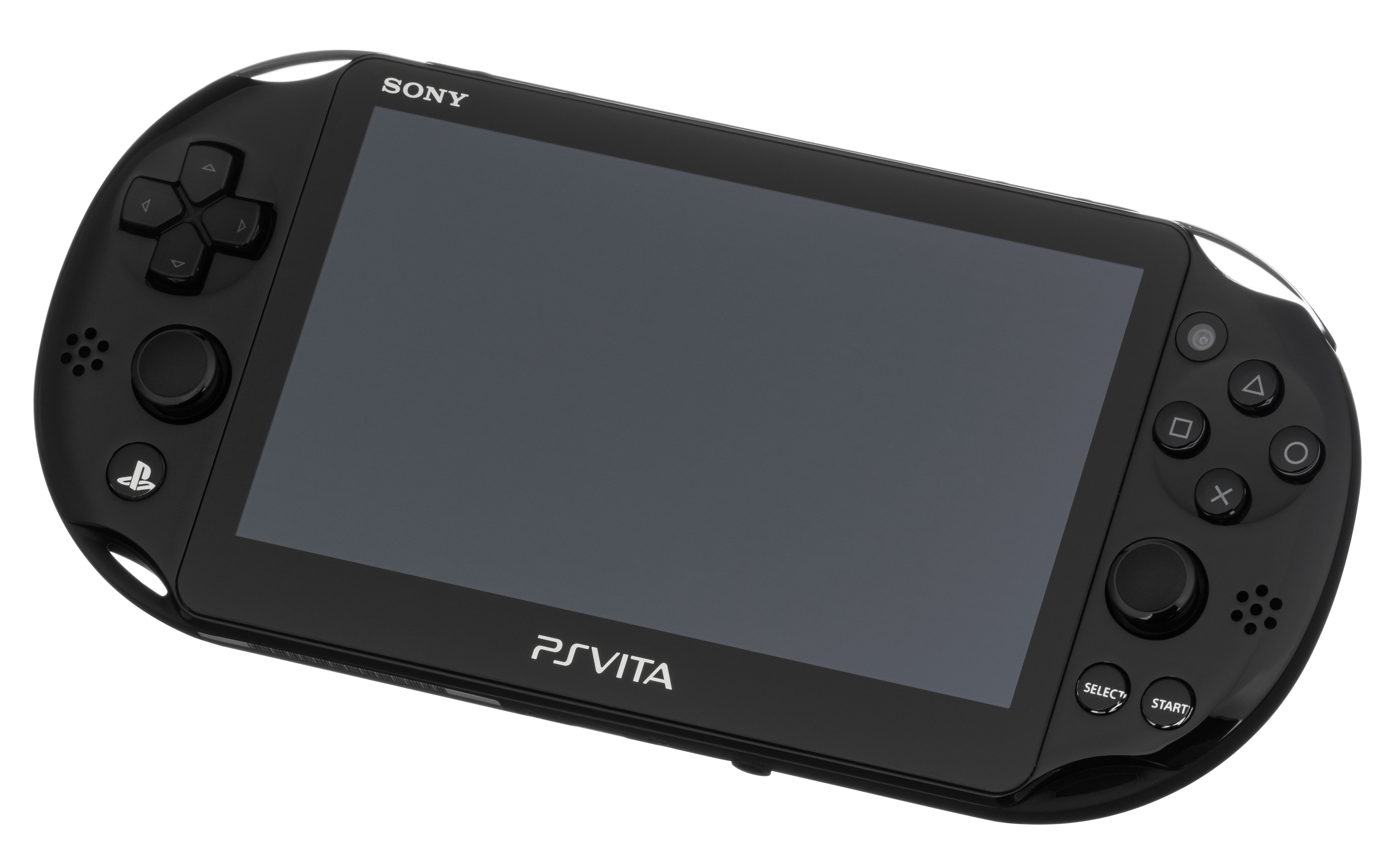
PS Vita de seconde génération, dite "slim", PCH-2000

Un nouveau modèle de PS Vita sort au Japon le 10 octobre 2013, en Europe le 7 février 2014 et en Amérique du Nord le 6 mai 2014. Ce modèle modifié, appelé officiellement série PCH-2000 et plus communément "PS Vita Slim", est 20% plus fin et 15% plus léger que le modèle original. Si elle conserve en grande partie la structure générale et le design de la PS Vita première version, l'écran OLED de cette dernière est remplacé par un écran LCD moins coûteux, et la compatibilité avec le réseau 3G est supprimée. Cette nouvelle Vita gagne a peu prés une heure d'autonomie supplémentaire et est également doté d'une mémoire de stockage interne de 1 Go, mais il n'est pas possible d'utiliser simultanément la mémoire interne et la carte mémoire. Lorsqu'on insère une carte mémoire PS Vita, le système propose de copier les données existantes de la mémoire interne vers la nouvelle carte. Ce modèle dispose d'un port micro USB de type B, qui peut être utilisé pour charger la console avec n'importe quel câble micro USB standard. La "PS Vita Slim" sort en six couleurs au Japon (blanc, noir, bleu clair, vert citron, rose et kaki), mais uniquement en noir et bleu clair en Amérique du Nord et en Europe. 
La production de la PS Vita première version est stoppée dès 2013, au profit de cette nouvelle version.

### PlayStation TV

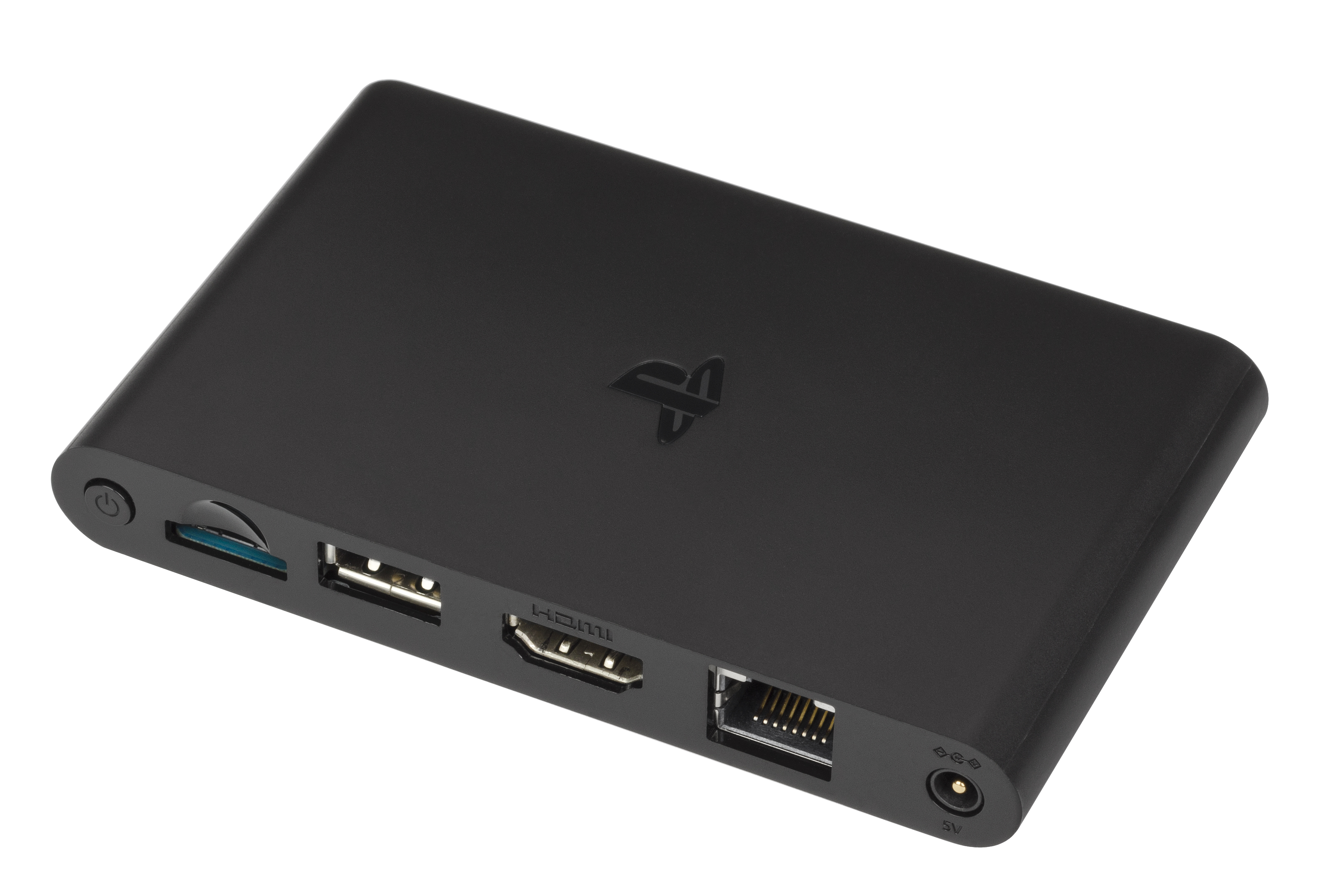
Vue de l'arrière de la Playstation TV, avec ses différents ports

La PlayStation TV est une variante non portable de la Vita. En, effet, au lieu de disposer de son propre écran d'affichage comme une console de jeu vidéo portable, elle se présente sous la forme d'un boitier qui se connecte à un téléviseur via un cable HDMI, comme une console de jeu vidéo de salon traditionnelle, et on peut utiliser une manette DualShock 3 ou DualShock 4 pour jouer. La PlayStation TV étant totalement dépourvue de certaines fonctionnalités de la PS Vita, les jeux qui nécessitent l'usage de l'écran tactile, du pavé tactile arrière, du microphone ou de la caméra de la Vita ne sont pas compatibles. par contre, on peut toujours utiliser les fonctionnalités Remote Play et PS Now d'une Vita normale. La PlayStation TV sort au Japon en novembre 2013, en Amérique du Nord en octobre 2014 et en Europe le 14 novembre 2014. Les ventes étant très mauvaises, la PlayStation TV est retirée de la vente en Amérique du Nord et en Europe à la fin de l'année 2015.

## Développement
Cette console portable a été l'occasion pour Sony de changer de stratégie de vente, en comparaison avec celle employée lors de la sortie de l'avant-dernière console de salon de la firme, la PlayStation 3. En effet, le prix a été fixé dès 2008 avant même la conception du produit, contrairement à celui de la PS3, console qui avait été développée sans se soucier du prix des composants, celle-ci ayant d'ailleurs été commercialisée dès son lancement à 599 €.
Par ailleurs, les développeurs de studios appartenant à Sony Computer Entertainment ont fait partie intégrante du dispositif de développement de la PlayStation Vita, a contrario de la PS3 où seuls les ingénieurs avaient pris part à ce dispositif. Les trousses de développement faciliteraient la tâche des développeurs tiers,.

### Jeux de lancement
25 titres sont disponibles lors du lancement de la console.
| Titre de lancement                    | Développeur          | Éditeur                        |
| ------------------------------------- | -------------------- | ------------------------------ |
| Tales from Space: Mutant Blobs Attack | Drinkbox Studios     | Drinkbox Studios               |
| Rayman Origins                        | Ubisoft Montpellier  | Ubisoft                        |
| Super Stardust Delta                  | Housemarque          | Sony Online Entertainment      |
| Uncharted: Golden Abyss               | SCE Bend Studio      | Sony Computer Entertainment    |
| Everybody's Golf 6                    | Clap Hanz            | Sony Computer Entertainment    |
| BlazBlue: Continuum Shift Extend      | Arc System Works     | PQube                          |
| Lumines Electronic Symphony           | Q Entertainment      | Ubisoft                        |
| WipEout 2048                          | Studio Liverpool     | Sony Computer Entertainment    |
| Virtua Tennis 4: World Tour Edition   | Sega AM3             | Sega                           |
| Hustle Kings                          | VooFoo Studios       | Sony Computer Entertainment    |
| Escape Plan                           | Fun Bits             | Sony Computer Entertainment    |
| FIFA Football                         | EA Sports            | Electronic Arts                |
| Ultimate Marvel vs. Capcom 3          | Eighting             | Capcom                         |
| Ninja Gaiden Sigma Plus               | Team Ninja           | Tecmo                          |
| Touch My Katamari                     | Namco Bandai Games   | Namco Bandai Games             |
| Dynasty Warriors Next                 | Omega Force          | Tecmo Koei                     |
| F1 2011                               | Sumo Digital         | Codemasters                    |
| ModNation Racers: Road Trip           | SCE San Diego Studio | Sony Computer Entertainment    |
| Little Deviants                       | Bigbig Studios       | Sony Computer Entertainment    |
| Army Corps of Hell                    | Entersphere          | Square Enix                    |
| Shinobido 2: Revenge of Zen           | Acquire              | Namco Bandai                   |
| Michael Jackson : The Experience HD   | Ubisoft Shanghai     | Ubisoft, Triumph International |
| Reality Fighters                      | Novarama             | Sony Computer Entertainment    |
| Asphalt: Injection                    | Gameloft             | Ubisoft                        |
| Dungeon Hunter: Alliance              | Gameloft             | Ubisoft                        |

Seuls les jeux à gros budget ont disposé d'une sortie en magasin sur un support physique. Les autres titres à budget moindre, ou expérimentaux, tels que Tales from Space: Mutant Blobs Attack, Super Stardust Delta et Escape Plan ont été publiés en ligne, sur le PlayStation Store. Les jeux commercialisés en magasin sont aussi disponibles au format dématérialisé.

### Ludothèque
Les jeux au format physiques de la Vita sont distribués sur une carte mémoire flash ayant un format propriétaire appelée "carte de jeu PlayStation Vita",. Tous les jeux Vita sont également disponibles en téléchargement au format numérique sur le PlayStation Store, certains d'entre eux étant d'ailleurs disponibles uniquement dans ce format. Depuis le lancement de la Vita, les sorties exclusivement numériques prennent lentement de l'importance, en partie dans le but de réduire les coûts de production afin de compenser une base d'utilisateurs et d'acheteurs relativement restreinte, et en partie en raison de l'afflux de jeux indépendants à petit budget dont les éditeurs n'ont pas les moyens d'investir dans des sorties physiques. Comme pour ceux de la PS3 et de la PS4, les jeux Vita permettent de débloquer des trophées visibles sur le PSN.
La console est conçue pour que les développeurs puissent facilement extraire les assets des jeux PS3 et les réutiliser pour créer des versions Vita des jeux. Avant la sortie de la Vita, plusieurs studios tiers présentent des démos techniques de l'appareil en exportant des assets provenant de jeux PlayStation 3, puis en les réutilisant sur Vita. Parmi les jeux à gros budget utilisés pour ces démos, citons Metal Gear Solid 4: Guns of the Patriots, Yakuza 4 et Lost Planet. Mais aucune de ces démonstrations techniques n'aboutit à la sortie d'une version Vita de l'un ou l'autre de ces jeux à gros budget et les développeurs occidentaux créent peu de jeux à gros budget pensé pour une sortie simultanée sur ces deux plates-formes, à l'exception de PlayStation All-Stars Battle Royale. Par contre, de nombreuses équipes de développement japonaises développent des jeux de niveau intermédiaire pour les deux plates-formes, notamment les deux premiers Trails of Cold Steel de Falcom, la trilogie originelle des Hyperdimension Neptunia de Compile Heart et de nombreux titres des séries Atelier et Dynasty Warriors de Tecmo Koei. Cette tendance se poursuit après la sortie de la PS4, les jeux sortant en versions Vita et PS4 devenant courants en raison de la complémentarité des bases d'utilisateurs des deux consoles : versions Vita pour le Japon, marché où la Vita a plus d'importance au début, et versions PS4 des jeux pour l'Amérique du Nord et l'Europe, où la base d'utilisateurs est nettement plus importante. Peu de titres PlayStation 2 sont portés sur la Vita en raison de l'infrastructure complexe de la PS2 difficile à émuler. Les jeux qui le sont, comme Final Fantasy X/X2 Remaster et Persona 4 Golden, doivent être retravaillés en profondeur ou sont basés sur les versions PS3, comme Jak and Daxter Collection, Ratchet and Clank Collection et Sly Cooper Collection. Mais durant les dernières années d'existence de la console, les versions Vita des jeux commencent à être annulées, au profit des versions PS4 ou Nintendo Switch.

### Applications
Un certain nombre d'applications peuvent être utilisées sur une Vita, certaines étant installées de base sur la console, tandis que d'autres sont disponibles via le PlayStation Store de Sony. Les applications installées de base comprennent un navigateur Internet, une application "Content Manager" permettant de gérer les données enregistrées sur la console, une application dédiée aux emails, une application de lecture de musique, une application dédiée photo et un lecteur de vidéos. Le navigateur Internet de la Vita prend en charge HTML5, les cookies et JavaScript, mais pas Adobe Flash.  L'application "Near" était également incluse, une application de type média social/GPS qui permettait à l'utilisateur de voir les autres joueurs de Vita présents à proximité, ainsi que les jeux ou applications qu'ils avaient utilisés, avec la possibilité d'une certaine interactivité et d'une communication limitée. La plupart des fonctionnalités de Near ont été désactivées en 2015.
Un certain nombre d'autres applications tierces que l'on trouve généralement sur les appareils mobiles sont ou ont été également mises à disposition sur la Vita: Crunchyroll,, Facebook (supprimé en 2015),, Flickr (présent mais ne fonctionne plus),, Google Maps (supprimé en 2015), Hulu, LiveTweet (le client tiers de Sony pour Twitter), MLB.tv (présent mais ne fonctionne plus), Netflix, Redbox Instant (abandonné), Skype (supprimé en 2016), TuneIn (présent mais ne fonctionne plus), Twitch, WeatherNation et YouTube (supprimé en 2015). Si Facebook, Flickr, Google Maps et YouTube ne fonctionnent plus en tant qu'applications Vita, ils continuent d'être disponibles en utilisant le navigateur web de la Vita.

## Interface
Contrairement à la PSP et à la PlayStation 3, la PlayStation Vita n'utilise pas l'interface XMB. Sony l'a remplacè par le LiveArea, une interface pensée pour l'écran tactile, qui comprend diverses fonctionnalités de réseaux sociaux via le PlayStation Network. 
Chaque jeu ou application est représenté par sa propre icône circulaire, et la sélectionner conduit l'utilisateur à un panneau regroupant diverses options, dont l'utilisation directe du jeu/application, un lien direct vers son site Web, la recherche de mises à jour téléchargeables disponibles et l'ouverture d'une liste semblable à un fil d'actualité regroupant les activités liées à celui-ci, comme l'obtention de trophées. Cette liste est accessible à la fois pour l'utilisateur et pour d'autres personnes avec lesquelles l'utilisateur a interagi récemment.

## Ventes
Selon le site web et agrégateur de critiques Metacritic, la première version Vita a été généralement bien accueillie par les critiques, malgré quelques préoccupations persistantes. Jason Dietz, le rédacteur en chef de Metacritic, note que les critiques ont tendance à faire l'éloge de la conception matérielle et du système d'exploitation de la Vita, tout en exprimant quelques inquiétudes quant à son aspect pratique, à savoir la concurrence à partir de 2012, la grande taille de la console et son prix élevé, là où les téléphones mobiles avec de grands écrans et des jeux bon marché sont une alternative largement démocratisée. Lors de son lancement dans les pays occidentaux en février 2012, sur 44 critiques professionnelles, 9 sont classées dans la catégorie "excellent", 29 dans la catégorie "bon", 6 dans la catégorie "mitigé" et 0 dans la catégorie "mauvais" ou "horrible".
Les ventes initiales de la Vita sont généralement considérées comme positives, avec plus de 300 000 unités vendues au Japon et 200 000 en Amérique du Nord,. Cependant, une diminution importante des ventes se produit très rapidement. Au Japon, les ventes chutent de 78 % dès la seconde semaine et se stabilisent à environ 12 000 unités vendues par semaine. De même, les ventes chutent à environ 30 000 à 50 000 unités vendues par mois pendant l'année qui suit le lancement en Amérique du Nord. 
Profitant d'une conférence de presse lors du CES 2012, le président Kaz Hirai a annoncé que la PlayStation Vita s'est vendue à 500 000 exemplaires au Japon depuis sa sortie. Lors du Black Friday 2012 aux États-Unis, Sony annonce avoir écoulé 160 000 PlayStation Vita entre le 19 et 25 novembre 2012.
Mais les annonces d'Hirai ont du mal à cacher le fait que Sony est loin d'avoir atteint l'objectif qu'il s'était fixé, à savoir avoir vendu 10 millions de Vita dans le monde entier à la fin du mois de mars 2013. Dans les faits, la firme japonaise a vendu 1,2 million de Vita à la fin du mois de février 2012, 4 millions à la fin de l'année 2012, et, selon les analystes, 6 millions à la fin de l'année 2013. Ce dernier chiffre n'est pas confirmé, car Sony cesse de publier les chiffres de vente de la Vita après avoir atteint la barre des 4 millions à la fin de l'année 2012.
Les avis sur la console chutent à des niveaux plus modérés en 2013, après le tassement des ventes. Des enquêtes menées au Japon montrent que les consommateurs n’achètent pas la Vita à cause de son prix de vente élevé et d'une impression de manque de variété des jeux disponibles; et que le taux d'approbation de la console et de sa ludothèque n'est que de 46% au sein des utilisateurs de la Vita. De même, de nombreux joueurs et journalistes occidentaux estiment que la faiblesse des ventes de la Vita jusqu'en 2013 peut conduire à une mort prématurée de la console,,,.
À partir de 2013, Sony réussi à inverser la tendance en changeant d'orientation pour la Vita et en cherchant à en faire plus un produit de niche qu'un produit de masse, ce en se concentrant davantage sur les développeurs de jeux indépendants occidentaux , les jeux japonais de niveau intermédiaire, et en l'associant à la montée en puissance de la PlayStation 4 avec sa fonction Remote Play (en),,. Sony sort également un nouveau modèle de PS Vita, la PCH-2000, qui est globalement bien accueillie, car elle répond à un certain nombre de plaintes antérieures concernant la console, avec notamment une réduction du prix, de la taille et du poids. Cependant, les avis sont plus mitigés sur la décision de passer d'un écran OLED à un écran LCD pour ce nouveau modèle , certains estimant que cela entraîne une légère baisse de la qualité d'image,.
Sans donner de chiffres précis, Sony déclare que les ventes de la Vita ont dépassé les prévisions en Amérique du Nord en 2014, ce dont ils sont à la fois heureux et surpris, la demande générant parfois des ruptures de stock. Sony constate que cette situation se reproduit également au Royaume-Uni. La Vita se vend également bien au Japon, où elle dépasse la PS4 en 2015, et atteint les 5 millions d'unités vendues en 2016, selon le tracker de ventes  Media Create. Certain jeux PS Vita dépassent le million d'exemplaires vendus la même année, avec la sortie japonaise de Minecraft. Fin 2015, le cabinet d'études EEDAR estime les ventes de la Vita dans le monde à environ 10 millions d'unités. Malgré une base d'utilisateurs relativement réduite, la Vita reste une plateforme viable pour sortir de nouveaux jeux en 2017, car les possesseurs de Vita ont tendance à acheter plus de jeux pour leur console que les utilisateurs d'autres systèmes vidéoludiques,,,. Limited Run Games et divers développeurs de jeux indépendants font l'éloge de la PS Vita pour sa large sélection de jeux vidéo plus originaux et de niche, et pour les ventes élevées de ceux-ci. Mi-2017, Glixel estime qu'environ 15 millions de PS Vita ont été vendues, tandis qu'en septembre 2018, USGamer estime que ce chiffre est passé à environ 16 millions.